# Olgerd Dziechciarz
Olgerd Dziechciarz (ur. 1968 w Olkuszu) – polski poeta, prozaik, felietonista.

## Życiorys
Autor kilkunastu książek popularyzujących dzieje ziemi olkuskiej, w tym m.in.: Średniowieczne mury w Olkuszu (1995, 1998) Heretycy regionu olkuskiego (1998), Przewodnik po ziemi olkuskiej (ukazały się cztery części w latach 2000-2003) i Olkuskie ongiś i dziś (2008), Dzieje Bukowna (2017, współautor Jacek Sypień), 18 lat Galerii BWA w Olkuszu (2020), Srebrna Jura. Szkice o ziemi olkuskiej (2024); pięciu tomów felietonów: Siodłanie krowy czyli artykuły ostatniej potrzeby (2003), Partykularne interesy (2005), Olkusz dla opornych (2006), Olkusz dla średnio zaawansowanych (2011), W Olkuszu, czyli nigdzie (2018), dwunastu tomów poetyckich: Ubyt (1996), Podmioty codziennego użytku (1999), Autoświat (2007), Wiersze (p)różne (2008), Galeria Humbug (2009), Mniej niż zło (2011), Przewrócona ósemka (2014), Podest na piedestale (2020), Reperkusje. Symfonia wierszy żałosnych (2021),  Wmartwychwstąpienie (2023) oraz  MITYfikacje (2016) i OKAZJA CZYNI BOGA (2018); dwie ostatnie książki wydał pod pseudonimem Tytus Żalgirdas, zbiorów opowiadań Masakra (2007), Miasto Odorków (2009), poMazaniec (2009), Pakuska (2014), wyboru humoresek Graf von Mann (2007) oraz powieści Wielkopolski (2012) Małopolski (2013), Zapolski (2020), Zaświatowiec (2024).
Ponadto zredagował kilkadziesiąt książek, m.in.: Olkusz; Zagłada i pamięć (2007, praca zbiorowa, współredakcja), albumy Jacek Taszycki. Rysunki (2005), Jacek Taszycki. Malarstwo (2006), Grzegorz Biliński Wiejskie budownictwo drewniane i jego stan na ziemi olkuskiej (2011), Henryk Osuch Życie Emalierni (2013), Karol Wojtyła na ziemi olkuskiej (2014).
Od 1990 roku współpracował z wieloma gazetami, w których opublikował kilka tysięcy wierszy, opowiadań, fragmentów powieści, felietonów, artykułów, reportaży i wywiadów (m.in. Tygodnik Powszechny, Gazeta Wyborcza, Więź, Twórczość, Odra, Akcent, Lampa, Trybuna Śląska, Dziennik Polski, Gazeta Krakowska),  Wiadomości Zagłębia, Przegląd Olkuski, Kwartalnik Powiatu Olkuskiego. W 2017 roku został redaktorem naczelnym Kwartalnika literacko-artystycznego "Afront".
W latach 2002–2009 stały felietonista „Gazety Krakowskiej” (w dodatku „Małopolska Zachodnia”), a w 2015 „Gazety Wyborczej" („Gazeta w Krakowie")..
Członek Stowarzyszenia Dziennikarzy Polskich. Od 2001 r. instruktor ds. wystawienniczych w Małopolskiej Galerii Wystaw Artystycznych w Olkuszu (obecnie Galeria Sztuki Współczesnej Biuro Wystaw Artystycznych w Olkuszu). Prezes Fundacji Kultury AFRONT w Bukownie. 
Od 2005 r. wraz z poetą Łukaszem Jaroszem organizuje w ramach Galerii Literackiej przy BWA Olkusz Ogólnopolski Konkurs Poetycki im. Kazimierza Ratonia. Redaktor techniczny książek poetyckich wydawanych przez Galerię Literacką.
W 2013 r. Olgerd Dziechciarz wespół z Ireneuszem Cieślikiem, Krzysztofem Kocjanem i Dariuszem Rozmusem zostali laureatami Nagrody im. ks. Stanisława Musiała za inicjatywy społeczne na rzecz dialogu i współpracy chrześcijańsko-żydowskiej. 